# Sagar (Karnataka)

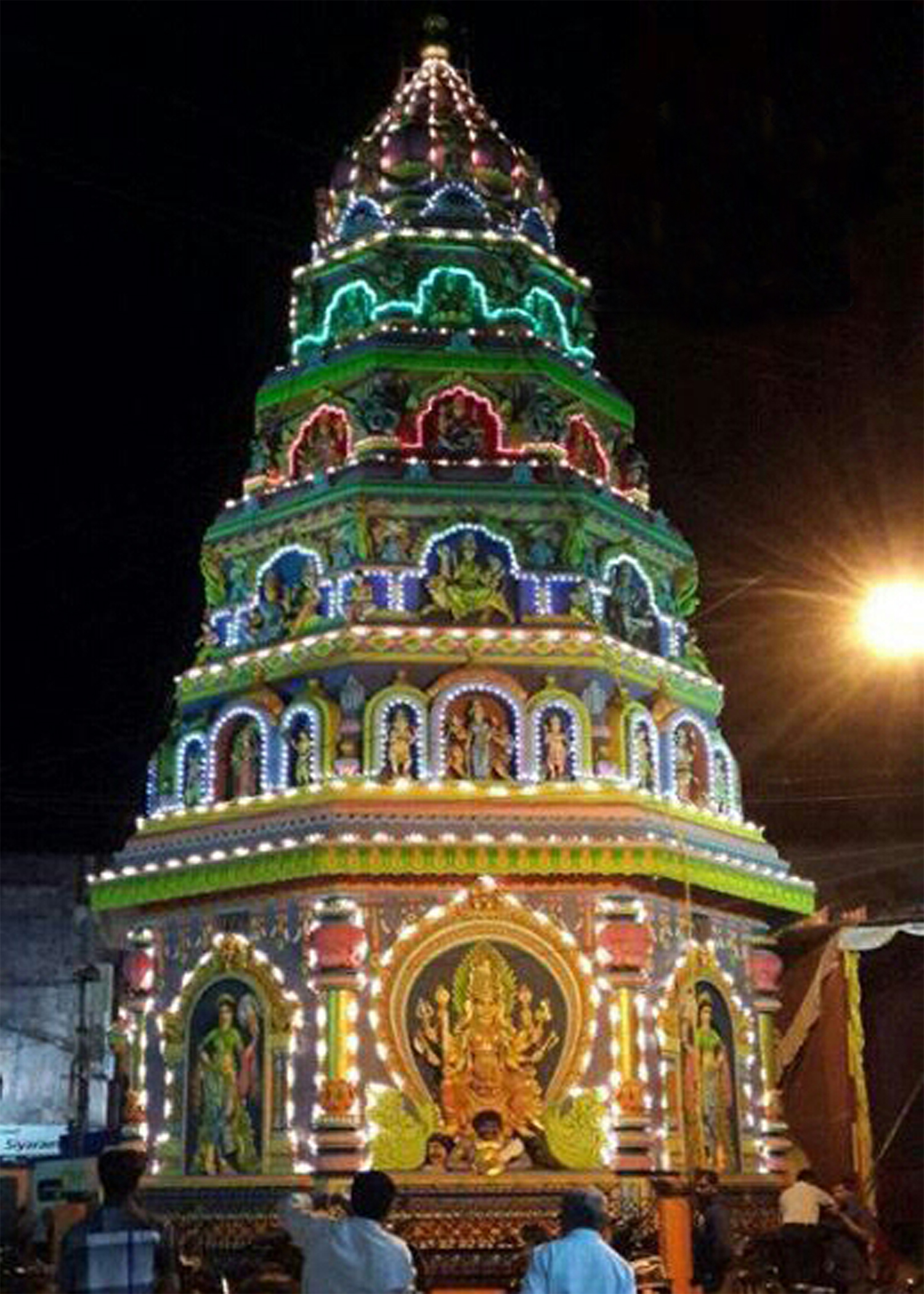
Marikamba-Tempel

Sagar oder Sagara (Kannada ಸಾಗರ) ist eine ca. 55.000 Einwohner zählende Stadt im südwestindischen Bundesstaat Karnataka. Zur Gemeindebezirk (taluk) gehören auch die historischen Orte Ikkeri und Keladi.

## Lage
Sagar liegt in den regen- und waldreichen Westghats am Oberlauf des Flusses Varada in einer Höhe von ungefähr 600 m ü. d. M.; die Distriktshauptstadt Shivamogga befindet sich ca. 70 km (Fahrtstrecke) südöstlich. Das Klima ist oft schwül; Regen fällt hauptsächlich während der Monsunmonate Juni bis September.

## Bevölkerung
Offizielle Bevölkerungsstatistiken werden erst seit 1991 geführt und veröffentlicht.
| Jahr      | 1991   | 2001   | 2011   |
| Einwohner | 42.222 | 50.131 | 54.550 |

Die mehrheitlich Hindi und Kannada sprechende Bevölkerung besteht zu ca. 70 % aus Hindus, zu ca. 25 % aus Moslems und zu knapp 4 % aus Christen; Jains, Sikhs und Buddhisten bilden zahlenmäßig kleine Minderheiten. Der männliche und der weibliche Bevölkerungsanteil sind ungefähr gleich hoch.

## Wirtschaft
Die Einwohner von Sagar leben weitgehend als Handwerker, Händler und Kleingewerbetreibende. In der Umgebung wird hauptsächlich Feldwirtschaft betrieben, wobei überwiegend Reis angebaut wird, aber auch Betelpalmen und andere Gewürzpflanzen wie Pfeffer, Zimt, Muskatnuss und Nelken spielen eine bedeutsame Rolle im Wirtschaftsleben der Region.  

## Geschichte
Der Name des Ortes geht zurück auf Sadashiva Nayaka (reg. 1530–1566), einen Herrscher der Keladi-Dynastie, der hier – auf halbem Wege zwischen den Hauptstädten Keladi und Ikkeri – einen See (sagar) anlegen ließ.

## Sehenswürdigkeiten
- Die wichtigste Sehenswürdigkeit des Ortes ist der regional verehrten Hindu-Gottheit Marikamba geweiht, einer in späterer Zeit mit Parvati bzw. Durga gleichgesetzten Göttin. Das Hauptheiligtum ist ein mehrere Meter hoher pagodenähnlicher Holztempel.
- Weitere Tempel sind über das Stadtgebiet verteilt.

Umgebung
- Die wasser- und waldreiche Umgebung der Stadt ist reich an natürlichen Sehenswürdigkeiten wie den Jog Falls und den kleineren Dabbe Falls; auch die Seen von Honnemaradu und Holebaagilu sowie das Sharavati Wildlife Sanctuary verdienen Beachtung.
- In historischer Hinsicht sind die Orte Keladi und Ikkeri mit ihren im 16. Jahrhundert erbauten Tempeln von Bedeutung.
- Heutzutage spielt der moderne Tempel von Sigandur oder Sigandooru eine bedeutende Rolle im religiösen Leben der Region.